# 玉環天主堂
22°29′40″N 120°35′21″E / 22.4944944°N 120.5892642°E

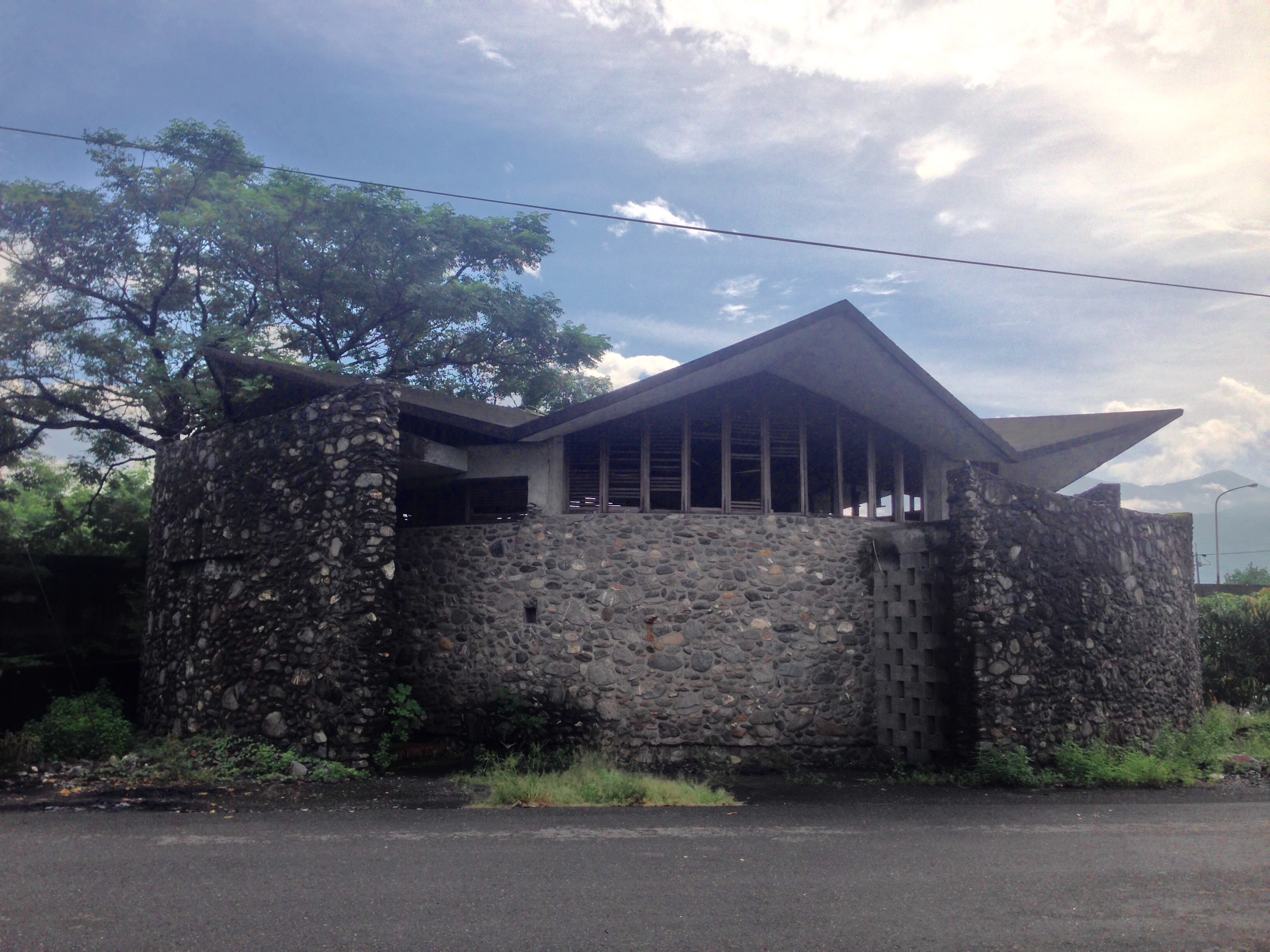
修復前的新埤玉環善牧天主堂

玉環天主堂，又稱新埤玉環善牧天主堂，是位於臺灣屏東縣新埤鄉玉環新村、縣道185號旁的天主教教堂，屬天主教高雄教區，奉耶穌善牧为主保。

## 歷史沿革
位在新埤鄉185縣道旁的玉環天主堂原名「耶穌善牧堂」，取自耶穌照顧羊群的典故。由德國道明會德鐸會省貝滿神父（Elmar Bohmann, O.P.）在1965年規劃建造。省貝滿先後曾在德國Walberberg、美國奧克蘭學習神學。他為了在新埤建設教堂，回到德國募款，並帶著德國建築師來玉環新村設計此建築，由玉環新村的浙江省披山島移民（大陳義胞）與鄰近萬隆農場從事製糖會社工的馬卡道族共同建造。
玉環天主堂教友包括鄰近的客家、閩南、排灣族等族群。但隨著當地製糖產業沒落，人口開始老化與外流，教堂也荒廢三十餘年。屏東縣長潘孟安上任後，即將縣道185週邊區域營造列為施政重點，計畫活化該路十多處閒置教堂群。 
2016年5月，此教堂以「新埤玉環善牧天主堂」之名，通過文資審議列入屏東縣文歷史建築。同年6月14日，屏東縣政府召開文資審議成果記者會宣布。縣府斥資新台幣300萬元整修建物與周邊場域，並邀請藝術家蔡梅芳、巫詩瑩等彩繪壁畫。
2017年4月22日，復活節，縣府與天主教高雄教區合辦重新啟用典禮。當日，潘孟安、劉振忠總主教以及橫跨各族群的南臺灣教友，均到場參與祝福禮儀及聯歡活動。

## 建築特色
又名「沿山公路」的縣道185號上有著西班牙、德國、菲律賓、蘇格蘭、英國各國傳教士留下的教堂，分為西班牙道明會、德國道明會、蘇格蘭長老教會三大建築體系，如呈現德國的簡潔線條與精準風格的玉環天主堂。其建教堂的圓錐形本體、大衛之星造型的屋頂，具建築特色。建築面積227平方公尺，內部地板鋪上紅磚，設有告解室。牆面建材取自鄰近來義溪畔的鵝卵石，一顆一顆堆疊而成。除木造氣窗外，窗台上設有十字鏤空窗戶，可將陽光以十字造型透進教堂內。
建築外也可見到各台灣族群共榮的縮影，如右側有信義會教堂的遺跡，左有自披山島本土信仰、還有客家的伯公信仰。